# Euphoresia kossowana
Euphoresia kossowana är en skalbaggsart som beskrevs av Brenske 1900. Euphoresia kossowana ingår i släktet Euphoresia och familjen Melolonthidae. Inga underarter finns listade i Catalogue of Life.